# Live at the Palladium (Bad Religion)
Live at the Palladium is een concertdvd van de Amerikaanse punkband Bad Religion, met beelden van twee optredens in het Palladium in Hollywood (Californië).
De dvd is volgens Sputnikmusic het twaalfde beste album uit 2006.

## Tracklist
1. "Sinister Rouge" (van het album The Empire Strikes First)
2. "All There Is" (van het album The Empire Strikes First)
3. "No Control" (van het album No Control)
4. "Supersonic" (van het album The Process of Belief)
5. "Social Suicide" (van het album The Empire Strikes First)
6. "Los Angeles Is Burning" (van het album The Empire Strikes First)
7. "Modern Man" (van het album Against the Grain)
8. "Kyoto Now!" (van het album The Process of Belief)
9. "Stranger than Fiction" (van het album Stranger than Fiction)
10. "Struck A Nerve" (van het album Recipe for Hate)
11. "Let Them Eat War" (van het album The Empire Strikes First)
12. "Suffer" (van het album Suffer)
13. "Change of Ideas" (van het album No Control)
14. "God's Love" (van het album The Empire Strikes First)
15. "Recipe for Hate" (van het album Recipe for Hate)
16. "Atomic Garden" (van het album Generator)
17. "10 in 2010" (niet eerder op een album verschenen)
18. "You" (van het album No Control)
19. "Come Join Us" (van het album "The Gray Race")
20. "I Want to Conquer the World" (van het album No Control)
21. "21st Century (Digital Boy)" (van het album Against the Grain/Stranger than Fiction)
22. "Generator" (van het album Generator)
23. "Fuck Armageddon... This Is Hell!" (Van het album How Could Hell Be Any Worse?)
24. "Anesthesia" (van het album Against the Grain)
25. "Infected" (van het album Stranger than Fiction)
26. "Cease" (van het album The Gray Race)
27. "American Jesus" (van het album Recipe for Hate)
28. "Along the Way" (van de ep Bad Religion)
29. "Do What You Want" (van het album Suffer)
30. "We're Only Gonna Die" (van het album How Could Hell Be Any Worse?)
31. "Sorrow" (van het album The Process of Belief)

## Musici
- Greg Graffin - zang
- Brett Gurewitz - gitaar
- Jay Bentley - basgitaar
- Greg Hetson - gitaar
- Brian Baker - gitaar
- Brooks Wackerman - drums